# 존 클렉혼
 존 클렉혼(영어: John Edward Cleghorn, 1941년 7월 7일 ~)는 캐나다의 기업인으로, 1994년부터 2001년까지 RBC 은행의 회장으로 재임했다. 캐나디안 퍼시픽 철도의 회장도 역임했다. 1962년 맥길 대학교에서 경영학 학사를 받았으며, 훗날 같은 대학교로부터 명예박사 학위를 받았다. 맥길 대학교의 이사회 멤버로 오랜 기간 활동하기도 했다.